# Sannerville
Sannerville è un comune francese di 1 667 abitanti situato nel dipartimento del Calvados nella regione della Normandia.
Tra il 1º gennaio 2017 e il 31 dicembre 2019 è stato un comune con statuto amministrativo di comune delegato entro il nuovo ma effimero comune nuovo Saline. Con sentenza 28 dicembre 2018, il tribunale amministrativo di Caen ha annullato il decreto prefettizio del 29 luglio 2016, che creava il nuovo comune di Saline con effetto 31 dicembre 2019.

## Società

### Evoluzione demografica
Abitanti censiti